# Harier
Die Harier (handschriftlich als Harios und [H]arii bezeugt) waren ein germanischer Stamm. Laut dem römischen Geschichtsschreiber Tacitus waren die Harii neben den Helvekonen, Manimern, Halisionen und Nahanarvalern einer der fünf Hauptstämme der Lugier, die zwischen Weichsel und Oder siedelten. Tacitus berichtet außerdem:

„ceterum Harii super vires, quibus enumeratos paulo ante populos antecedunt, truces insitae feritati arte ac tempore lenocinantur: nigra scuta, tincta corpora; atras ad proelia noctes legunt ipsaque formidine atque umbra feralis exercitus terrorem inferunt, nullo hostium sustinente novum ac velut infernum aspectum; nam primi in omnibus proeliis oculi vincuntur.“

„Dagegen die Harier übertreffen die kurz zuvor aufgezählten Stämme nicht nur an Stärke, sondern sind außerdem furchtbar anzusehen und helfen ihrer angeborenen Wildheit noch durch künstliche Mittel und günstigen Zeitpunkt nach. (Denn) schwarz sind die Schilde, bemalt die Oberkörper; finstere Nächte wählen sie zum Kampf, und so jagen sie schon durch die grauenhafte, schattenhafte Erscheinung des gespenstischen Heeres Schrecken ein, da kein Feind dem entsetzlichen, gleichsam infernalischen Anblick standhält; denn zuerst werden in allen Schlachten die Augen bezwungen.“

Die kurze Erwähnung bei Tacitus lässt der modernen Forschung großen Interpretationsspielraum. Während einige ältere Forscher die Harii mit dem Vandalenstamm der Charini gleichgesetzt haben, gingen andere davon aus, dass „Harii“ kein eigener Stamm, sondern nur eine Bezeichnung für die Krieger der Lugier gewesen sei. Von Sprachwissenschaftlern wird der Name mit dem gotischen Wort für Heer, harjis, und den Einherjern der germanischen Mythologie in Verbindung gebracht. Tacitus’ Beschreibung der Harier als „feralis exercitus“, als „Totenheer“, lässt außerdem an eine Verbindung mit der alten germanischen Vorstellung vom Wilden Heer denken. Neuere textkritische Forschungen scheinen allerdings darauf hinzudeuten, dass die frühere Konjektur, die das in den Tacitus-Handschriften stehende Wort alii („die anderen“) zu <H>arii konjiziert und damit die darauffolgende Passage explizit auf diesen Stamm bezog, nicht mehr ohne weiteres haltbar ist. Philologen weisen außerdem auf den topischen Charakter der besonders bildlichen (ekphratischen) Beschreibung hin, der auf eine eher rhetorische Funktion der Passage hindeutet.